# Austronuncia leleupi
Austronuncia leleupi is een hooiwagen uit de familie Triaenonychidae. De wetenschappelijke naam van Austronuncia leleupi gaat terug op Lawrence.